# Phương trình Dirac
Trong vật lý hạt, phương trình Dirac là một phương trình sóng tương đối tính do nhà vật lý người Anh Paul Dirac nêu ra vào năm 1928 và sau này được coi như là kết quả mở rộng của các nghiên cứu thực hiện bởi Wolfgang Pauli. Trong dạng tự do, hay bao gồm tương tác điện từ, phương trình này miêu tả hành trạng của các hạt với spin-½, như electron và quark, đồng thời nó nhất quán với các nguyên lý của cơ học lượng tử và của thuyết tương đối hẹp. Phương trình này là lý thuyết cơ học lượng tử đầu tiên tính đến đầy đủ các đặc tính của thuyết tương đối hẹp.
Phương trình cũng miêu tả cấu trúc trong dải phổ hiđrô theo một cách rất phức tạp. Hệ quả của phương trình này cũng hàm ý sự tồn tại của một dạng vật chất mới đó là phản vật chất, mà cho đến thời điểm nó các nhà vật lý chưa hề nghĩ tới hay quan sát được, và sau đó phản vật chất đã được phát hiện bằng thực nghiệm. Phương trình cũng cung cấp sự hiệu chỉnh lý thuyết bằng việc đưa ra các hàm sóng chứa một số thành phần trong lý thuyết của Pauli về spin; hàm sóng trong lý thuyết của Dirac là các vectơ với bốn thành phần là các số phức (còn gọi là bispinor), hai trong số chúng giống với hàm sóng Pauli trong giới hạn phi tương đối tính, khác với phương trình Schrödinger mà miêu tả hàm sóng chỉ có một thành phần phức. Hơn nữa, trong trường hợp khối lượng gán bằng 0, phương trình Dirac trở thành phương trình Weyl.
Mặc dù ban đầu Dirac không hoàn toàn đánh giá đầy đủ ý nghĩa quan trọng của phương trình này, nhưng với hệ quả của việc giải thích spin trong sự thống nhất giữa cơ học lượng tử với thuyết tương đối hẹp - cũng như tiên đoán và phát hiện ra positron— thể hiện lý thuyết và phương trình Dirac là một trong những thành tựu to lớn của vật lý lý thuyết. Phương trình là sự hội tụ của các công trình của Newton, Maxwell, và Einstein trước ông. Trong lý thuyết trường lượng tử, phương trình Dirac được giải thích theo nghĩa khác nhằm miêu tả trường lượng tử tương ứng với các hạt có spin-½.

## Biểu diễn toán học
Phương trình Dirac trong dạng ban đầu viết bởi Dirac là:
| {\displaystyle \left(\beta mc^{2}+c(\alpha _{1}p_{1}+\alpha _{2}p_{2}+\alpha _{3}p_{3})\right)\psi (x,t)=i\hbar {\frac {\partial \psi (x,t)}{\partial t}}} |
với ψ = ψ(x, t) là hàm sóng bốn thành phần cho electron có khối lượng nghỉ m trong hệ tọa độ không thời gian x, t. Các đại lượng p1, p2, p3 là những thành phần của vectơ động lượng, được hiểu như là toán tử động lượng trong lý thuyết của Schrödinger. Các hằng số, c là tốc độ ánh sáng, và ħ là hằng số Planck chia cho 2π. Những hằng số vật lý này lần lượt đại diện cho thuyết tương đối hẹp và cơ học lượng tử.
Dirac đề xuất khi chứng minh phương trình này để giải thích các hành vi của electron chuyển động tương đối tính, và cũng cho phép nguyên tử được được nhìn nhận một cách phù hợp trong thuyết tương đối. Ông hi vọng rằng phương pháp của ông có thể giải quyết các vấn đề về phổ nguyên tử.
Hàm sóng được biễu diễn dưới dạng vector 4 chiều,  αk  và  β là những ma trận 4x4. Chúng giải thích cho siêu vị trsi của một electron spin-up, spin-down và poítronn spin-up. spin-down.
Các đại lượng αk and β là những ma trận 4x4, chúng đều là các ma trận Hermit và bình phương của chúng bằng ma trận đơn vị
{\displaystyle \alpha _{i}^{2}=\beta ^{2}=I_{4}}
Các ma trận này phản giao hoán lẫn nhau, có nghĩa là nếu i và j khác nhau thì:
{\displaystyle \alpha _{i}\alpha _{j}+\alpha _{j}\alpha _{i}=0}
{\displaystyle \alpha _{i}\alpha _{j}+\alpha _{j}\alpha _{i}=0}
Tạo phương trình Schrodinger tương đối tính
Phương trình Dirac gần giống với phương trình Schrodinger cho một hạt tự do có khối lượng:
{\displaystyle -{\frac {\hbar ^{2}}{2m}}\nabla ^{2}\phi =i\hbar {\frac {\partial }{\partial t}}\phi .}
Vế trái được biểu diễn bởi bình phương toán tử động lượng chia cho 2 lần khối lượng, ta được động lượng phi tương đối tính. Bởi vì thuyết tương đối coi không thời gian là 1 đối tượng, việc tương đối tính hóa phương trình này đòi hỏi đạo hàm theo không thời gian phải có tính đối xứng giống như trong phương trình Maxwell - phương trình phải có cùng bậc không thời gian. Trong thuyết tương đối, động lượng và năng lượng là thành phần của vector động lượng 4 chiều, quan hệ giữa chúng:
{\displaystyle {\displaystyle E^{2}=m^{2}c^{4}+p^{2}c^{2}}}
điều đó cho thấy độ dài của động lượng 4 chiều chính là khối lượng nghỉ m, thay thế cho toán tử năng lượng và động lượng từ phương trình Schrodinger, ta được phương trình Klein-Gordon mô tả sóng, được cấu thành từ các bất biến tương đối tính,
{\displaystyle \left(-{\frac {1}{c^{2}}}{\frac {\partial ^{2}}{\partial t^{2}}}+\nabla ^{2}\right)\phi ={\frac {m^{2}c^{2}}{\hbar ^{2}}}\phi }
Với hàm  ϕ là một đại lượng vô hướng, một số phức có cùng giá trị cho mọi hệ quy chiếu. Đạo hàm của không thời gian đều có bậc là 2. Điều đó dẫn tới một hệ quả là, phải tồn tại một giá trị ban đầu của hàm sóng thỏa mãn ý nghĩa xác suất của hàm sóng: tại một điểm cho trước, mật độ xác suất để tồn tại một hạt là
{\displaystyle \rho =\phi ^{*}\phi \,}
mật độ này liên hệ tới mật độ dòng xác suất như sau:
{\displaystyle J=-{\frac {i\hbar }{2m}}(\phi ^{*}\nabla \phi -\phi \nabla \phi ^{*})}
sự trao đổi của mật độ dòng và mật độ thể tích qua phương trình bảo toàn:
{\displaystyle \nabla \cdot J+{\frac {\partial \rho }{\partial t}}=0.}
Ta có thể biểu diễn mật độ dòng  dưới dạng vector 4 chiều:
{\displaystyle J^{\mu }={\frac {i\hbar }{2m}}(\psi ^{*}\partial ^{\mu }\psi -\psi \partial ^{\mu }\psi ^{*})}
trong đó thành phần thứ 4 của vector chính là đạo hàm của mật độ xác suất theo thời gian. Ở phương trình trên, vai trò của không thời gian là tương đương nhau, do đó, nó thỏa mãn thuyết tương đối, giá trị ban đầu của  ψ có thể được chọn tự do
Nhóm Dirac
Dirac đã thử một phương trình bậc một của cả không thời gian. Một trong số đó chính là
{\displaystyle E=c{\sqrt {p^{2}+m^{2}c^{2}}}\,,}
thay thế p bằng toán tử tương đương, mở rộng căn bậc 2 của chuỗi đạo hàm vô hạn,... nhiều cách đã được thử qua. Phần lớn nhà vật lý có những sai sót nhỏ, mặc dù về mạt kĩ thuật là chúng phù hợp.
Câu chuyện vẫn tiếp tục, Dirac cuối cùng đã tìm được ý tưởng bằng cách thay thế căn bậc 2 bằng
{\displaystyle \nabla ^{2}-{\frac {1}{c^{2}}}{\frac {\partial ^{2}}{\partial t^{2}}}=\left(A\partial _{x}+B\partial _{y}+C\partial _{z}+{\frac {i}{c}}D\partial _{t}\right)\left(A\partial _{x}+B\partial _{y}+C\partial _{z}+{\frac {i}{c}}D\partial _{t}\right).}
bằng cách phân tích vế phải, ta đòi hỏi các số hạng như ∂x∂y  phải bị triệt tiêu, giả sử
{\displaystyle AB+BA=0,\;\ldots }
với
{\displaystyle A^{2}=B^{2}=\ldots =1.\,}
Dirac ngay lập tức hiểu tằng các điều kiện trên sẽ gặp nhau nếu như A, B, C và D có dạng ma trận, với ngụ ý rằng hàm sóng có nhiều thành phần. Điều này giải thích tại sao sự xuất hiện của hàm sóng 2 thành phần trong lý thuyết về spin của Pauli, có điều gì đó bí ẩn, ngay cả với bản thân Pauli. Tuy nhiên, cần phải có tối thiểu một ma trận 4x4 để thiết lập hệ thống với các tính chất được yêu cầu - do đó hàm sóng có 4 thành phần, không phải 2 như trong lý thuyết của Pauli, hay 1 như trong lý thuyết của Schrodinger. Hàm sóng 4 thành phần đại diện cho một lớp thực thể toán học mới trong vật lý lý thuyết.
Cho trước hệ số trong các số hạng của những ma trận trên, ta có thể viết được phương trình
{\displaystyle \left(A\partial _{x}+B\partial _{y}+C\partial _{z}+{\frac {i}{c}}D\partial _{t}\right)\psi =\kappa \psi }
với {\displaystyle {\displaystyle \kappa }} được xác định. Áp dụng một lần nữa toán tử ma trận lên cả 2 vế ta thu được
{\displaystyle \left(\nabla ^{2}-{\frac {1}{c^{2}}}\partial _{t}^{2}\right)\psi =\kappa ^{2}\psi .}
Ta thu được {\displaystyle {\displaystyle \kappa ={\tfrac {mc}{\hbar }}}}, suy ra các thành phần của hàm sóng từng cái m thỏa mãn điều kiện năng lượng-động lượng:
{\displaystyle \left(A\partial _{x}+B\partial _{y}+C\partial _{z}+{\frac {i}{c}}D\partial _{t}-{\frac {mc}{\hbar }}\right)\psi =0.}
Đặt {\displaystyle {\displaystyle A=i\beta \alpha _{1}\,,\,B=i\beta \alpha _{2}\,,\,C=i\beta \alpha _{3}\,,\,D=\beta \,,}}
và bởi vì {\displaystyle {\displaystyle D^{2}=\beta ^{2}=I_{4}\,,}}
ta thu được phương trình Dirac như bên trên.

### Các bài báo liên quan
- Dirac, P. A. M. (1928). "The Quantum Theory of the Electron". Proceedings of the Royal Society A: Mathematical, Physical and Engineering Sciences. Quyển 117 số 778. tr. 610. Bibcode:1928RSPSA.117..610D. doi:10.1098/rspa.1928.0023.
- Dirac, P. A. M. (1930). "A Theory of Electrons and Protons". Proceedings of the Royal Society A: Mathematical, Physical and Engineering Sciences. Quyển 126 số 801. tr. 360. Bibcode:1930RSPSA.126..360D. doi:10.1098/rspa.1930.0013. JSTOR 95359.
- Anderson, Carl (1933). "The Positive Electron". Physical Review. Quyển 43 số 6. tr. 491. Bibcode:1933PhRv...43..491A. doi:10.1103/PhysRev.43.491.
- Frisch, R.; Stern, O. (1933). "Über die magnetische Ablenkung von Wasserstoffmolekülen und das magnetische Moment des Protons. I". Zeitschrift für Physik. Quyển 85. tr. 4. Bibcode:1933ZPhy...85....4F. doi:10.1007/BF01330773.
- M. Arminjon, F. Reifler (2012). "Equivalent forms of Dirac equations in curved spacetimes and generalized de Broglie relations" (PDF). Grenoble (France), New Jersey (USA). arXiv:1103.3201v3. {{Chú thích tạp chí}}: Chú thích magazine cần |magazine= (trợ giúp)

### Sách
- Halzen, Francis; Martin, Alan (1984). Quarks & Leptons: An Introductory Course in Modern Particle Physics. John Wiley & Sons.{{Chú thích sách}}:  Quản lý CS1: nhiều tên: danh sách tác giả (liên kết)
- Shankar, R. (1994). Principles of Quantum Mechanics (ấn bản thứ 2). Plenum.
- Bjorken, J D & Drell, S. Relativistic Quantum mechanics.{{Chú thích sách}}:  Quản lý CS1: nhiều tên: danh sách tác giả (liên kết)
- Thaller, B. (1992). The Dirac Equation. Texts and Monographs in Physics. Springer.
- Schiff, L.I. (1968). Quantum Mechanics (ấn bản thứ 3). McGraw-Hill.
- Griffiths, D.J. (2008). Introduction to Elementary Particles (ấn bản thứ 2). Wiley-VCH. ISBN 978-3-527-40601-2.